# Vicki Been
Vicki L. Been (Naturita, Colorado; 10 de agosto de 1956) es una abogada, funcionaria pública y profesora estadounidense. Se desempeña como vicealcaldesa de Vivienda y Desarrollo Económico de la Ciudad de Nueva York y es ex comisionada del Departamento de Preservación y Desarrollo de la Vivienda de la Ciudad de Nueva York. De igual forma es profesora de derecho en la Facultad de Derecho de la Universidad de Nueva York y se ha desempeñado como directora del Centro Furman de Política Inmobiliaria y Urbana.

## Primeros años
Been nació en agosto de 1956 en Naturita, un pueblo minero y ganadero del Estado de Colorado. Se graduó de la Universidad Estatal de Colorado, luego de pagar parcialmente sus cuotas de ingreso con una beca que ganó en un concurso de cocina. Después de trabajar para Consumer Reports, recibió un título Juris Doctor de la Facultad de Derecho de la Universidad de Nueva York, donde fue becaria de Root-Tilden. Después de graduarse, trabajó para el juez Edward Weinfeld del Tribunal de Distrito de los Estados Unidos para el Distrito Sur de Nueva York. Luego fue secretaria del juez adjunto de la Corte Suprema de Estados Unidos, Harry Blackmun, de 1984 a 1985. Durante su pasantía, conoció a su esposo, Richard Revesz, que trabajaba como asistente del juez adjunto Thurgood Marshall.

## Carrera académica
Después de trabajar para la investigación Irán-Contra y como asociada en Debevoise &amp; Plimpton, Been comenzó su carrera académica en 1988, uniéndose a la facultad de la Facultad de Derecho de Rutgers-Newark, como profesora asistente. En 1990, se mudó a la Facultad de Derecho de la Universidad de Nueva York. Consiguió la titularidad en 1994 y actualmente se desempeña como profesora de derecho de la familia Boxer. En 2004, fue nombrada directora del Centro Furman de Política Inmobiliaria y Urbana.
Los intereses académicos de Been incluyen la ley de propiedad, el uso de la tierra y la ley de vivienda. Comenzó su carrera académica como una de las primeras profesoras de derecho en abordar el área de justicia ambiental, enfocándose en consideraciones de equidad en la ubicación de usos indeseables de la tierra. Más tarde, se centró en el estudio de las expropiaciones y el dominio eminente, escribiendo artículos sobre los casos de la Corte Suprema Palazzolo v. Rhode Island y Lucas vs. Consejo costero de Carolina del Sur. Como directora del Furman Center, ha escrito extensamente sobre temas de vivienda en Nueva York, y ha publicado un informe anual sobre viviendas y vecindarios del estado de la ciudad de Nueva York. También ha escrito sobre tarifas de impacto, ejecuciones hipotecarias, acuerdos de beneficios comunitarios, requisitos de estacionamiento, zonificación inclusiva, segundas gravámenes y evaluación del impacto del Huracán Sandy los vecindarios de la ciudad de Nueva York.
En 2008, fue nombrada profesora afiliada de políticas públicas en la Escuela de Posgrado de Servicio Público Robert F. Wagner de la Universidad de Nueva York. Es miembro del Instituto de Derecho Americano.

## Carrera política
Been ha servido en las juntas directivas de la Sociedad de Arte Municipal, Next City, el Centro de Barrios de la Ciudad de Nueva York, y el Centro Pratt para el Desarrollo Comunitario.

### Comisionado de Preservación y Desarrollo de Vivienda
El 8 de febrero de 2014, el alcalde de Nueva York, Bill de Blasio, anunció que Been sería el próximo comisionada del Departamento de Preservación y Desarrollo de la Vivienda de la Ciudad de Nueva York. Ella sucedió a RuthAnne Visnaukas en ese papel.
Durante el mandato de Been, emprendió varias iniciativas para aumentar la vivienda asequible en la ciudad. En febrero de 2016, Been defendió una propuesta de zonificación para permitir edificios más altos a cambio de unidades de vivienda más asequibles. En marzo de 2016, Been pronunció un discurso en el que promovió su plan para fomentar el desarrollo en el East New York. Un informe de marzo de 2016 encontró una creciente demanda de viviendas asequibles, y Been explicó que la política de la ciudad era alentar a los desarrolladores a construir más unidades de vivienda. En mayo de 2016, su oficina declaró que recibió 2.5 millones de solicitudes para 2.600 apartamentos asequibles en el programa de la ciudad. En octubre de 2016, promovió la actualización de la ciudad de Lambert Houses en el Bronx. En noviembre de 2016, su oficina inició una acción de cumplimiento para que los propietarios de viviendas asequibles de la ciudad "cumplan las reglas" o se arriesguen a perder valiosas exenciones fiscales.
El 17 de enero de 2017, anunció que dimitiría como comisionada y volvería a enseñar a tiempo completo en la Universidad de Nueva York. Su partida se produjo en medio de las renuncias de otros asistentes de la administración de la ciudad.

### Teniente de alcalde
El 4 de abril de 2019, el alcalde de Nueva York, Bill de Blasio, anunció que Been se desempeñaría como vicealcalde de Vivienda y Desarrollo Económico.

## Vida personal
Been está casada con Richard Revesz, el actual director del Instituto de Derecho Americano y ex decano de la Facultad de Derecho de la Universidad de Nueva York. Ambos tienen dos hijos y residen en Nueva York.

## Otras fuentes
- Been, Vicki (1993). «What's Fairness Got to Do with It? Environmental Justice and the Siting of Locally Undesirable Land Uses». Cornell L. Rev. 78 (6): 1001-1085. Consultado el 11 de agosto de 2017.
- Been, Vicki (2003). «NAFTA's Investment Protections and the Division of Authority for Land Use». Pace Envtl. L. Rev. 20 (1): 19.
- Been, Vicki L. (2005). «Impact Fees and Housing Affordability». Cityscape: A Journal of Policy Development and Research 8 (1): 139-185. Consultado el 11 de agosto de 2017.
- «The Brian Lehrer Show--Vicki Been Discusses Annual Housing Report». WNYC Radio. 30 de abril de 2012. Consultado el 11 de agosto de 2017.